# Angoon
Angoon – miasto w Stanach Zjednoczonych, w stanie Alaska, w okręgu niezorganizowanym, w obszarze spisowym Hoonah–Angoon. W miejscowości ma siedzibę prawosławna parafia św. Jana Chrzciciela.